# Tonkin-Resolution

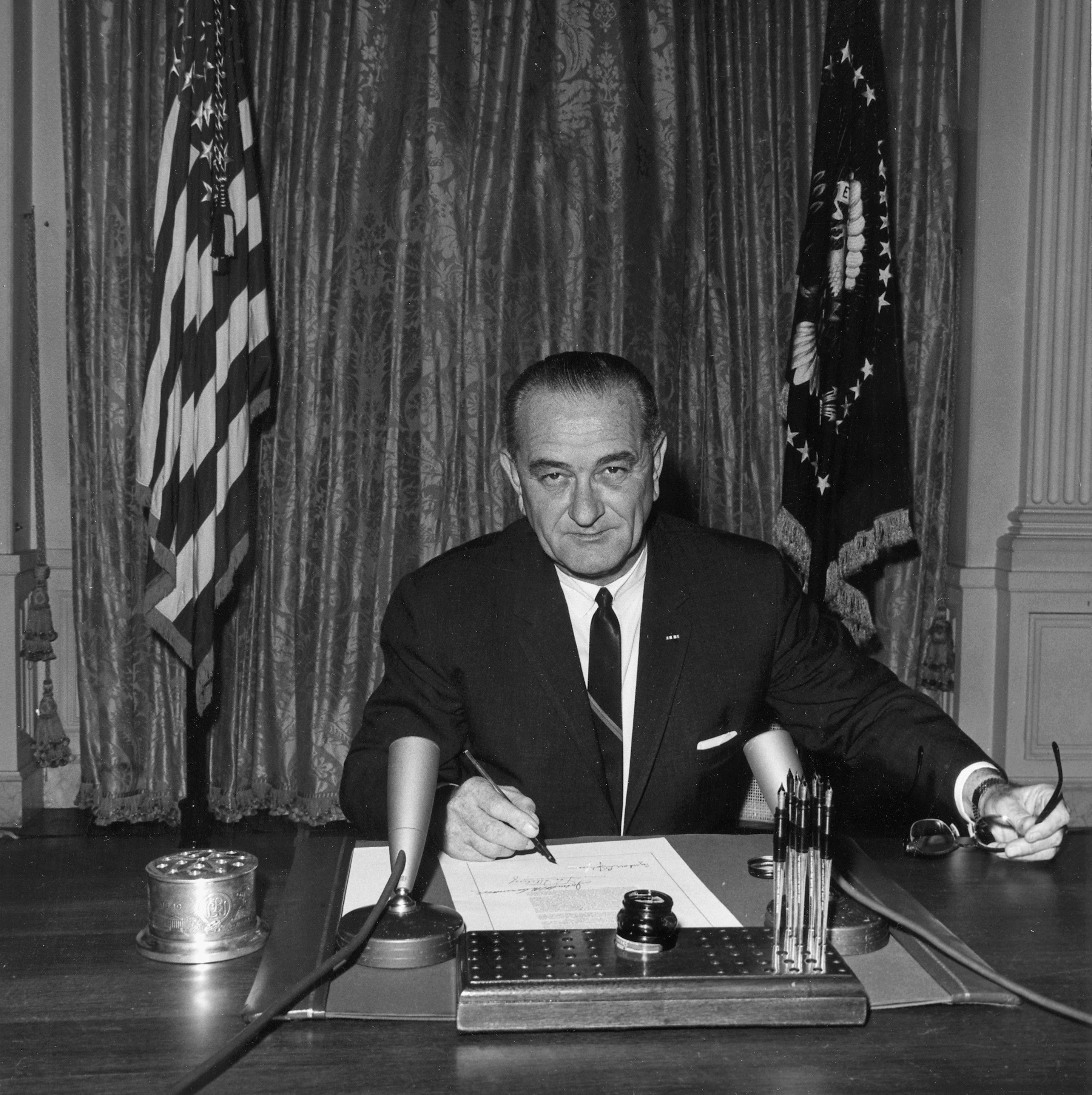
US-Präsident Lyndon B. Johnson unterzeichnet die Tonkin-Resolution, 10. August 1964

Die Tonkin-Resolution (auch Tongking-Resolution; englisch Gulf of Tonkin Resolution; offiziell The Southeast Asia Resolution, Public Law 88-408) wurde am 7. August 1964 vom Kongress der Vereinigten Staaten beschlossen. Diese Joint Resolution beider Kammern des Kongresses bevollmächtigte den damaligen amerikanischen Präsidenten Lyndon B. Johnson zum offiziellen Kriegseintritt der Vereinigten Staaten mit dem kommunistischen Nordvietnam. Der wenige Tage vorhergegangene Tonkin-Zwischenfall wurde von der Regierung als Legitimation für die Resolution angeführt. Das Repräsentantenhaus folgte der Darstellung Johnsons und nahm die Resolution einstimmig an. Im Senat stellten sich nur die Senatoren Wayne Morse und Ernest Gruening gegen 88 Ja-Stimmen; die Resolution wurde somit verabschiedet, womit der politische Weg in den Vietnamkrieg frei war.

## Anlass und Umstände

Die vom Kongress verabschiedete und von Präsident Johnson signierte Tonkin-Resolution

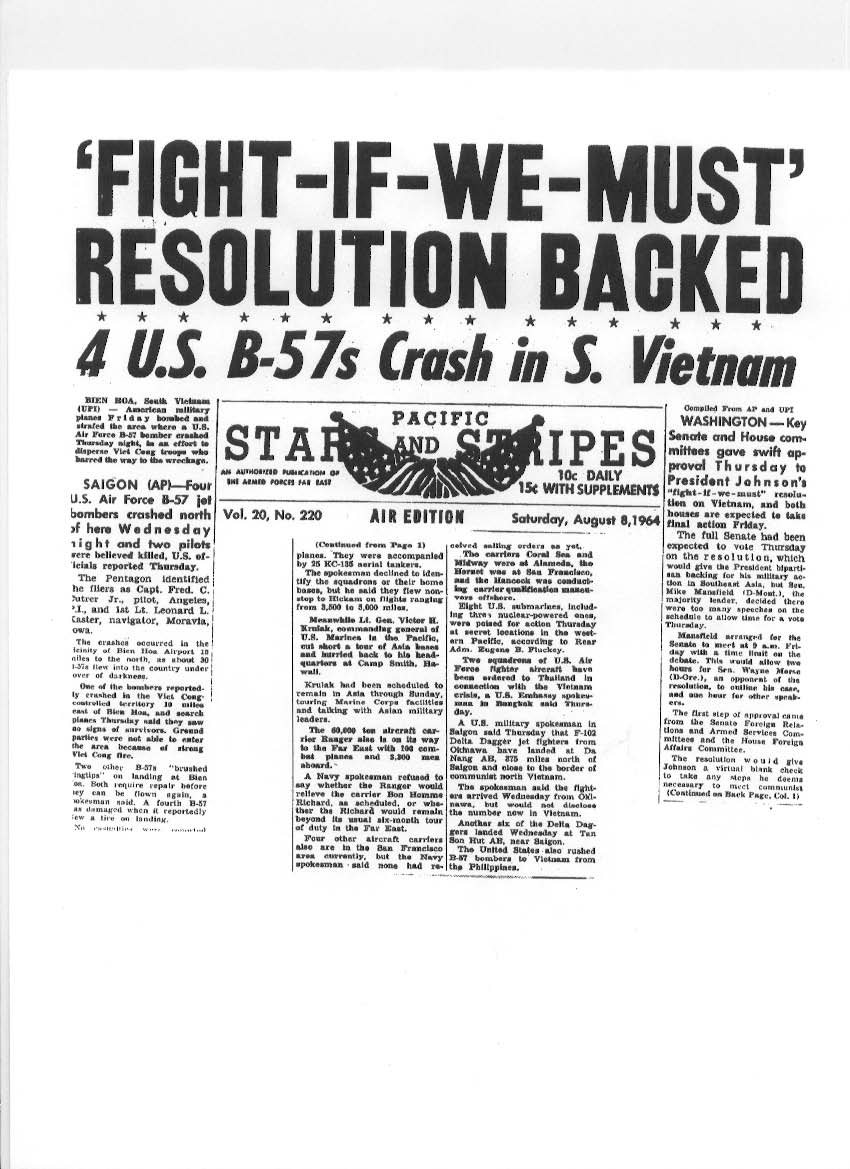
Fight if we must

Der Tonkin-Resolution gingen zwei angebliche Angriffe nordvietnamesischer Schnellboote auf die beiden amerikanischen Zerstörer Maddox und Turner Joy am 2. und 4. August 1964 in internationalen Gewässern voraus. Auf den ersten Vorfall am 2. August wurde lediglich mit einer Protestnote reagiert, nach jenem am 4. August wurde die Resolution auf den Weg gebracht, wobei sich jener zweite Vorfall am vierten Tage des Monats als Falschmeldung an den Präsidenten entpuppte. Die USA waren zu diesem Zeitpunkt bereits seit Jahren mit über 15.000 Militärberatern in Südvietnam stationiert, um dieses vor einer drohenden kommunistischen Machtübernahme zu bewahren. Nordvietnam strebte die Übernahme des Südens an, was die Vereinigten Staaten als Gefährdung ihrer Interessen interpretierten.
1971 gab der Pentagon-Mitarbeiter Daniel Ellsberg die von ihm mitverfassten „Pentagon-Papiere“ an US-Medien und deckte durch sie die amtliche Darstellung des Zwischenfalls als bewusste Falschinformation auf. Er trug damit zur Rücknahme der Tonkin-Resolution im US-Kongress bei, löste aber auch die illegale Überwachung von Vertretern der Demokratischen Partei und in deren Folge die Watergate-Affäre aus.
Am 30. November 2005 vom US-Geheimdienst NSA freigegebene Dokumente bestätigten nochmals, dass der an US-Präsident Johnson gemeldete Angriff Nordvietnams vom 4. August 1964 durch einseitige Auswahl von Funkmeldungen suggeriert, also gezielt vorgetäuscht worden war.

### Der Nord-Süd-Konflikt in Vietnam
In Südvietnam hatte bis November 1963 der antikommunistisch eingestellte, autoritär regierende Ngô Đình Diệm regiert, der sich nach der Augustrevolution 1945 vom demokratisch orientierten Revolutionsführer Ho Chi Minh abgewandt hatte und in die USA ins Exil gegangen war. Während der Exilzeit in den Staaten hatte Diệm mehrere einflussreiche US-Politiker kennengelernt (unter anderem auch Lyndon B. Johnson), denen er sich als Nationalist und Antikommunist präsentierte. Sie bewegten später den US-Außenminister Dulles dazu, Diệm nach Beendigung des Indochinakrieges als Premierminister von Südvietnam zu installieren und dort für die eigenen antikommunistischen Zwecke zu verwenden. Bei den nach 1955 abgehaltenen Wahlen wurde Diệm wie vorgesehen Premierminister und erhielt während seiner Amtszeit fortlaufend massive finanzielle Zuwendungen der USA, die sich auf rund 80 % seines gesamten Staatshaushaltes summierten. Während seiner Machtphase sorgte Diệm auch dafür, dass die Beschlüsse der Indochinakonferenz, an der u. a. China, Frankreich, Großbritannien, die UdSSR und die USA sowie die ehemaligen französischen Kolonien Vietnam, Laos und Kambodscha teilgenommen hatten, nicht umgesetzt wurden. Diese Beschlüsse der Indochinakonferenz sahen insbesondere Gesamtwahlen in Nord- und Südvietnam vor, die zu einer Wiedervereinigung und Befriedung der Viet Minh im Norden und der französischen Kolonialsoldaten im Süden Vietnams führen und die militärischen Konflikte beenden sollten. Ngô Đình Diệm vereitelte die Durchführung dieser gesamtvietnamesischen Wahlen jedoch (mit amerikanischer Hilfe), sodass es zur endgültigen Spaltung Vietnams in die nördliche, kommunistische Demokratische Republik Vietnam und die südliche, kapitalistische Republik Vietnam kam. Trotz dieser Erfolge konnte Diệm die Erwartungen der USA beim Kampf gegen den Kommunismus jedoch nicht hinreichend erfüllen. Diem wurde durch einen Putsch entmachtet, und in kurzer Abfolge darauf wurden zwei weitere Generäle als Präsidenten nacheinander installiert, die allerdings ebenfalls daran scheiterten, den Zulauf und Zuspruch der Bevölkerung im Süden Vietnams für die Nationale Front für die Befreiung Südvietnams - Vietcong - zu stoppen. Es kam zu heftigen Konflikten zwischen dem Vietcong und den französischen Kolonialherren Südvietnams, die von den USA vor Ort militärisch protegiert wurden, und auch unter dem neu installierten Machthaber in Saigon, General Nguyễn Văn Thiệu, drohte der Verlust Südvietnams an die Kommunisten. Der Vietcong praktizierte dabei die Guerilla-Taktik der kleinen Kriege gegen die Franzosen, Amerikaner und Diệms Regime, denen die USA kaum etwas entgegenzusetzen wussten und die bereits dazu geführt hatten, dass bereits lange vor der Tonkin-Resolution schon über 15.000 US-amerikanische Operatoren in Südvietnam stationiert worden waren, um den Vietcong und seine Strukturen zu zerschlagen.

### Der Tonkin-Zwischenfall
Im Juli und August 1964 durchfuhr das amerikanische Militär mit zwei Zerstörern den Golf von Tonkin vor der vietnamesischen Küste. Am 2. August meldete der amerikanische Zerstörer Maddox, dass er von einem nordvietnamesischen Patrouillenschiff mit Torpedos und Maschinengewehren angegriffen würde. Die USA schickten auf Veranlassung des Verteidigungsministers Robert McNamara Experten auf den Zerstörer, welche die Schäden einschätzen sollten. Es fanden sich jedoch keine Beschädigungen, sondern nur Teile von Patronenhülsen, die zwar als ‚nordvietnamesischen‘ Ursprungs klassifiziert wurden, aber wegen der nicht auffindbaren zugehörigen Kugeln als nicht beweiskräftig genug abgelehnt wurden, um Vergeltungsschläge zu rechtfertigen. Am 4. August meldeten die Maddox und diesmal auch die Turner Joy wiederum Angriffe, diesmal jedoch mit „mindestens insgesamt neun Torpedos unbekannter Herkunft“. Zwar kam es auch diesmal auf keinem der beide Schiffe zu Beschädigungen oder Projektilkontakten, da die Angriffe lediglich durch Sonar-Peilungen diagnostiziert wurden. Die Interpretationen der Messungen wurden jedoch sehr unterschiedlich vorgenommen. Der zunächst als „eindeutiger Angriff“ gemeldete Vorfall wurde vom Schiffskommandeur später revidiert, dann wiederum als „sicherer Angriff“ bestätigt. Admiral Moore wertete die Vorfälle als „voreilige Spekulationen eines übereifrigen Sonarteams“ sowie „Folge von Wettereinflüssen“, die somit wohl nur „Einbildungen der Sonarleute in einer solchen Stress-Situation“ seien, denn „in einer solchen Situation halten sie alles, was sie hören, für ein Torpedo“ (ebenda). McNamara leitete die Meldungen dennoch an den Präsidenten Johnson weiter, der sich, anders als noch beim Vorfall am 2. August, daraufhin zu einer Ausweitung der Militäroperation entschloss und die Tonkin-Resolution zur Vorlage im Kongress verfasste. Neueste Forschungen gelangten jedoch zum Ergebnis, dass der zweite Vorfall am 4. August eine Falschmeldung an den Präsidenten war.
Als Folge des Militäreinsatzes, der durch die Resolution abgedeckt war, wurden rund 550.000 US-Soldaten in Vietnam eingesetzt. Im so angestrengten Krieg starben rund 3 Millionen Vietnamesen, davon 2 Millionen Zivilopfer. Auf der Seite der US-Armee wurden rund 58.000 Menschen getötet.
Im Jahr 1970 widerrief der Kongress die Tonkin-Resolution. Bereits seit 1969 zogen die USA ihre Truppen stufenweise ab, ehe 1973 die letzten US-Kampfeinheiten das Land verließen. Der weiterhin andauernde Konflikt zwischen dem kommunistischen Nordvietnam und dem antikommunistischen Südvietnam endete 1975 mit einem Sieg des Nordens und hatte wenig später die Wiedervereinigung des Landes zur Folge.